# 林度舞

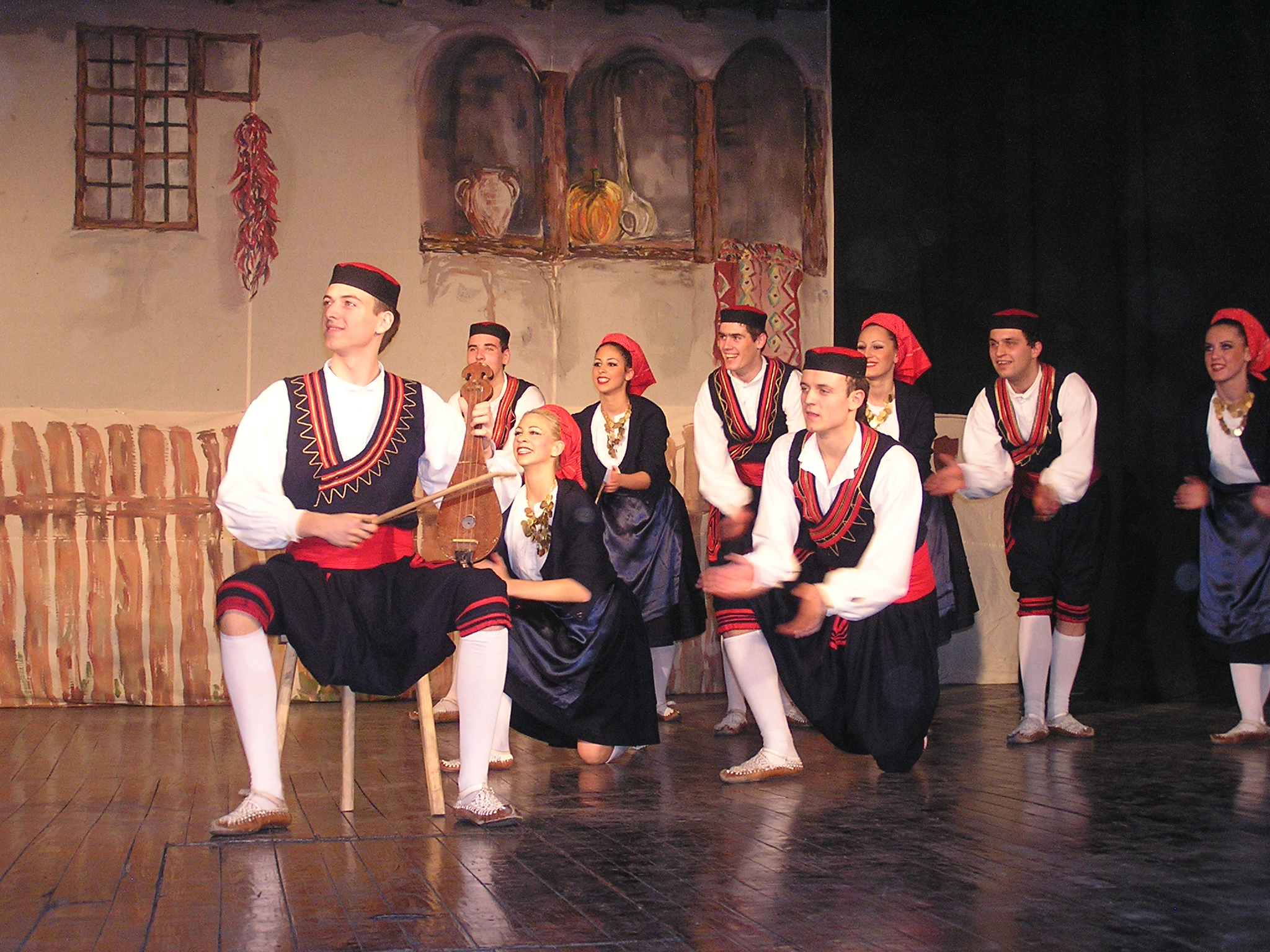
2005年12月24日在诺瓦帕佐瓦举行的林度舞年度音乐会。

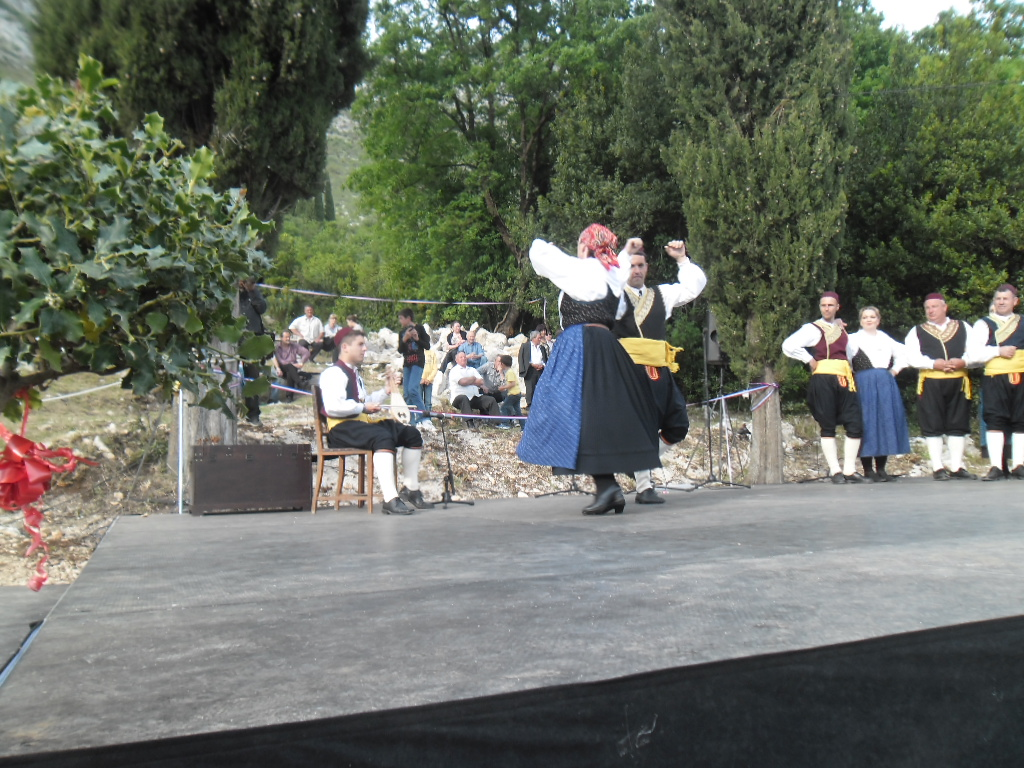
编辑“林度舞”2014

林度舞是杜布罗夫尼克和杜布罗夫尼克地区流行的舞蹈。林度舞用里哲瑞卡（lijerica）伴奏（古南达尔马提亚地区的一种乐器，有三根琴弦），18世纪后期从地中海东部流传过来，并于19世纪传到亚德里亚海岸地区。
现在，林度舞主要在以下地区广泛表演：杜布罗夫尼克的海岸地区、柯纳威地区、佩列沙茨半岛、姆列特岛和拉斯托茨岛。过去，林度舞只在手风琴的伴奏下表演。领舞坐着表演，左膝上放着里哲瑞卡，右脚打着拍子，从而向其他舞者传达节奏。其他舞者围着领舞呈环形移动，领舞负责给他们指令（指令通常押韵、幽默并有双重含义）。领舞者还决定谁将和他一起跳舞，指示舞蹈动作的变换，以及鼓励其他舞者即兴斗舞。
林度舞的传统之所以保留下来要归功于杜布罗夫尼克地区林度舞民俗歌舞团。

## 林度舞名字的来源
林度舞得名于从前传奇的舞蹈领军人物，尼古拉·拉尔。他在杜布罗夫尼克地区的祖帕被称为林度。 他的后人现在生活在祖帕。
如今，他的玄孙马里奥继承了林度舞的传统，并在林度舞表演时演奏“里哲瑞卡”。